# Peter Wolsdorff
Peter Wolsdorff (* 28. Oktober 1938 in Labes, Pommern, Deutschland) ist ein Schauspieler, Regisseur und Intendant.

## Leben und Wirken
Im Anschluss an seine Ausbildung erlangte Wolsdorff 1963 in Stuttgart das Abitur. Danach hatte er Engagements an verschiedenen Stadttheatern wie Gießen, St. Pölten und Graz. Ab 1974 arbeitete er als Schauspieler und Regisseur am Wiener Volkstheater. Parallel dazu hatte er ab 1978 sieben Jahre lang die Intendanz der „Sommerspiele Carnuntum“ inne. Von 1991 bis 2002 war er Intendant des Theaters St. Pölten. 2001 folgte die Gründung des Instituts neue Impulse durch Kunst und Pädagogik.
Peter Wolsdorff erhielt verschiedene Ehrungen und Auszeichnungen u. a. gewann er den Karl-Skraup-Preis 1983/1984 im Bereich Regieleistung, ist Träger des Raimund-Rings, seit 1995 ist er Träger des Ehrenkreuzes für Wissenschaft und Kunst der Republik Österreich und erhielt 2001 den Würdigungspreis des Landes Niederösterreich für seine künstlerische Tätigkeit.
Er lebt seit 1963 in Österreich, ist mit Ricky May-Wolsdorff (Schauspielerin und Regisseurin) verheiratet und hat eine Tochter, Nicola Katharina Wolsdorff.